# Józef Juraha
Józef Juraha (XVIII/XIX wiek) – regent ziemski i grodzki wileński w latach 1787–1794, rotmistrz husarski.
Był członkiem sprzysiężenia wileńskiego, przygotowującego wybuch powstania kościuszkowskiego. 